# Битва при Делиграде
Битва при Делиграде (серб. Битка на Делиграду) — битва сербских повстанческих сил под командованием Карагеоргия против турецких правительственных войск у деревни (крепостца) Делиград, 3 сентября 1806 года.

## Предыстория
В 1804 году в ответ на жестокость турецких янычар сербы под предводительством Карагеоргия подняли восстание против османской империи и провозгласили независимое сербское государство. Османским султаном Селимом III были посланы военные силы на усмирение повстанцев. Сербским повстанцам удалось одержать победу над ними в битве при Мишаре месяцем ранее. 3 сентября 1806 года под Делиградом, при реке Мораве, произошло новое сражение между главными силами сторон конфликта.

## Ход сражения

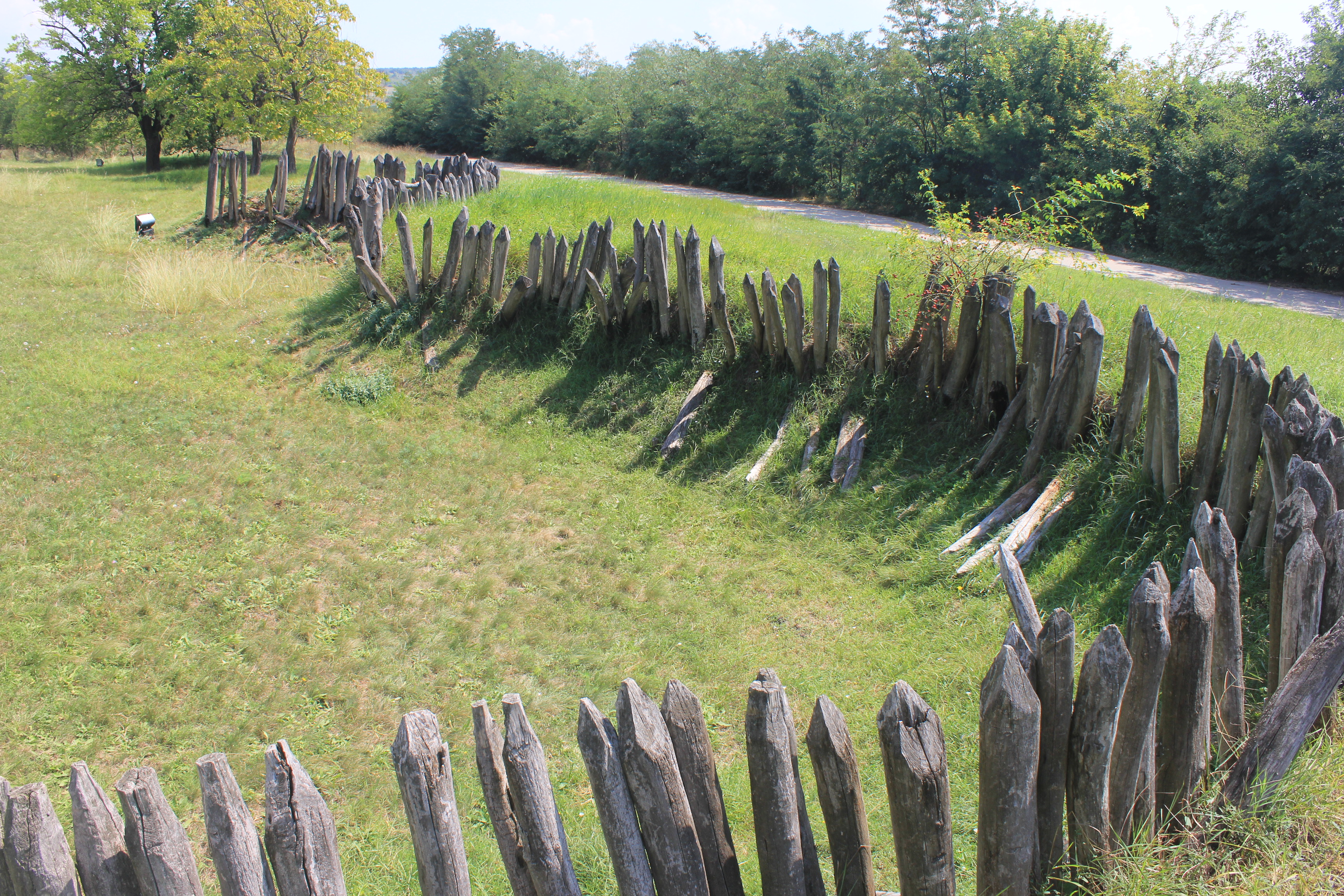
Остатки сербских укреплений под Делиградом

Сербские повстанцы разделили свои силы на четыре отряда: первый, отряд правого фланга численностью 6000 человек возглавил Младен Милованович, второй, левофланговый, также численностью 6000 человек возглавил Миленко Стойкович. Центральный отряд из 18 000 человек расположился на холме Куновачи. Резервный отряд составил 4500 человек. Станое Главаш руководил отборным отрядом кавалерии, задачей которого являлось изматывание противника. Сербской артиллерией руководил Тома Милинович.
Турецкая армия насчитывала 55 000 человек, не считая вспомогательных отрядов янычар. Руководил ей албанский паша города Шкодера Ибрагим Паша Бушати.
На протяжении нескольких часов сербские силы удерживали свои позиции от атак противника, затем перешли в наступление, вытеснив турок с их позиций и захватив 9 вражеских пушек. Отряду Главаша удалось разделить войско противника на две части, затем одна из частей была разгромлена войсками Миловановича, после чего османская армия была вынуждена отступить.
Чтобы избежать окончательного поражения, Бушати был вынужден заключить перемирие с сербами на 6 недель.

## Итоги
Поражение османской войск при Делиграде и Мишаре вынудили правительство Османской империи пойти на переговоры с сербскими повстанцами при посредничестве России и Австрии. Результатом договора, заключённого сторонами, стало дарование прощения всем участникам восстания, готовность утвердить сербскую автономию и признать титул князя Сербского. Также сербы были обязаны выплачивать ежегодную царскую пошлину в размере 722 500 золотых монет.